# 東京ノワール
『東京ノワール』（Tokyo Noir、とうきょうのわーる）は、2018年8月4日に公開された日本映画。

## 概要
引退を決意したヤクザが、東京の裏社会を舞台に生きる様を描いたハードボイルド作品。監督は、『狂犬』にて2016年にゆうばり国際ファンタスティック映画祭オフシアター・コンペティション部門入賞を果たしたヤマシタマサ。撮影を『探偵はBARにいる』などで知られる田中一成が担当。撮影に際して、銀行口座を開設出来ない等、改正暴対法施行後のヤクザ社会の現実をリサーチし、現状を踏まえた上で若い人達にも共感されるような作品作りを目指した。2018年ゆうばり国際ファンタスティック映画祭オフシアター・コンペディション部門出品作品。
2018年8月4日より、新宿K's cinemaにて、2週間限定のレイトショー上演される。

## ストーリー
引退を決意したヤクザ・鳴海は、最後の仕事と決めた拳銃密売取引の現場で拳銃が暴発、相手組員を装っていた潜入捜査官を死亡させてしまう。裏社会と警察からも追われる身となった鳴海は、運命に翻弄される。

## キャスト
- 鳴海 - 井上幸太郎[4][5][6]
- 山城 - 両國宏[4][5][6]
- 金本組組長 - 大鷹明良[4][5][6]
- 龍一 - 日下部一郎[5][6]
- 青木刑事 - 太田宏[5][6]
- 島袋 - 河西裕介[5][6]
- カズハ - 馬場莉乃[5][6]
- 海田刑事 - 夏目慎也[5][6]
- 牧野 - 阪本篤[5][6]
- 国広 - 小高仁[5][6]
- 池上 - 木山廉彬[5][6]
- 翔太 - 鈴木研[5][6]
- 増岡 - 原元太仁[5][6]
- なっちゃん - 亜矢乃[5][6]
- 藤堂刑事 - 寺田農[5][6]

## スタッフ
- 監督・脚本・編集 - ヤマシタマサ[4][7][8]
- エクゼクティブプロデューサー - 瀬戸恒雄[7][8]
- プロデューサー - 旭正嗣[7][8]
- アソシエイトプロデューサー - 塩月隆史[7]
- 撮影監督 - 田中一成[7][8]
- 録音 - 飴田秀彦、丹雄二[7]
- 音響効果・MA - 丹雄二[7]
- メイク - 上田忍、坂口佳那恵[7]
- ガンエフェクト - 浅生マサヒロ[7]
- エフェクト編集 - 佐藤麗雄[7]
- 衣装協力 - 宮田弘子[7]
- 特殊造形 - 土肥良成[7]
- 脚本協力 - 成瀬亭平[7]
- 音楽 - 34423[7]

## 上映
- ケイズシネマ（東京都新宿区）
  - 2018年8月4日 - 8月17日
- 第七藝術劇場（大阪府大阪市淀川区）
  - 2018年8月18日[9]
- 別府ブルーバード劇場（大分県別府市）
  - 2018年8月25日 - 9月7日